# NGC 2514
NGC 2514 је спирална галаксија у сазвежђу Рак која се налази на NGC листи објеката дубоког неба.
Деклинација објекта је + 15° 48' 28" а ректасцензија 8h 2m 49,7s. Привидна величина (магнитуда) објекта NGC 2514 износи 13,2 а фотографска магнитуда 14,0. NGC 2514 је још познат и под ознакама UGC 4189, MCG 3-21-11, CGCG 88-22, IRAS 08000+1556, PGC 22581.